# 吉野村 (鹿児島県)
吉野村（よしのむら）は、鹿児島県の中部、鹿児島郡に属していた村。1934年8月1日に西武田村、中郡宇村とともに鹿児島市へ編入。

## 地理
鹿児島県の中部、現在の鹿児島市域の北部に位置していた。村役場のある大字吉野はシラス台地によって形成された吉野台地上にあり、南部には仙巌園などが存在している。大字下田や大字岡之原は稲荷川によって形成された盆地にある。
- 山：雄岳、牟礼ケ岡
- 川：稲荷川
- 台地：吉野台地

### 大字
大字は吉野、下田、川上、岡之原の4大字から構成されており、現在の吉野町、大明丘、坂元町、下田町、川上町、岡之原町、緑ケ丘町、花野光ヶ丘の全域及び東坂元、西坂元町、玉里団地、西伊敷の各一部に当たる。

## 歴史
- 1889年（明治22年）4月1日 - 町村制施行により、鹿児島郡吉野村、坂元村、下田村、川上村、岡之原村の区域から吉野村が成立する。
- 1934年（昭和9年）8月1日 - 鹿児島市へ編入。

## 地域

### 教育
小学校
- 吉野村立原尋常小学校（後の鹿児島市立吉野小学校）
- 吉野村立川上尋常小学校（後の鹿児島市立川上小学校）
- 吉野村立龍水尋常小学校（後の鹿児島市立龍水小学校）

## 交通

### 鉄道
- 日豊本線
  - 竜ヶ水駅

## 出身人物
- 畠中市蔵（朝鮮総督府官僚、台湾総督府官僚）